# Хуарес, Эфраин
Эфраи́н Хуа́рес Вальде́с (исп. Efraín Juárez Valdez; род. 22 февраля 1988[…], Мехико) — мексиканский футболист, правый защитник; тренер. Выступал за сборную Мексики.

## Карьера

### Клубная
В 13-летнем возрасте Хуарес присоединился к «Пумас» и тренировался в системе этого клуба до 2006 года, когда игрока забрала в свою юношескую команду испанская «Барселона». На каталонцев произвело впечатление удачное выступление юниорской сборной Мексики на чемпионате мира 2005 года — Хуарес играл важную роль в защите той команды.
Пробиться в основу «Барселоны» у Хуареса не получилось, и в 2008 году он вернулся в «Пумас». Вскоре защитник занял место в основе команды. В 2009 году Эфраин помог своему клубу стать чемпионом Мексики.
26 июля 2010 года Хуарес подписал 4-летний контракт с шотландским «Селтиком». Дебют мексиканца в первом составе «кельтов» состоялся 28 июля 2010 года, когда в рамках 3-го квалификационного раунда Лиги чемпионов глазговцы встречались с португальской «Брагой». 4 августа в ответном домашнем поединке с португальцами Хуарес, поразив ворота «оружейников», открыл счёт свои голам за «Селтик».
Летом 2011 года Хуарес отправился в аренду в испанскую «Сарагосу». В Ла Лиге дебютировал 28 августа в матче против «Реал Мадрида». 22 сентября в матче против «Бетиса» забил свой первый гол в Испании.
В январе 2012 года вернулся в «Селтик» после аренды в «Сарагосе».
Летом 2012 года Хуарес вернулся на родину, перейдя в «Америку». Дебютировал за «Америку» 21 июля в матче стартового тура апертуры 2012 против «Монтеррея».
Летом 2013 года был взят в аренду «Монтерреем». Летом 2014 года Хуарес перешёл в «Монтеррей» на постоянной основе.
18 января 2018 года Хуарес перешёл в клуб MLS «Ванкувер Уайткэпс», подписав контракт до конца сезона 2019 с опцией продления на сезон 2020. За «Кэпс» дебютировал 4 марта в матче стартового тура сезона 2018 против «Монреаль Импакт». 1 февраля 2019 года контракт Хуареса с «Уайткэпсом» был расторгнут по взаимному согласию сторон.
4 марта 2019 года Хуарес подписал контракт с клубом чемпионата Норвегии «Волеренга» на 2019 год. В Элитсериене дебютировал 30 марта в матче стартового тура сезона против «Мьёндалена».

### Международная
Во взрослой сборной Мексики Хуарес дебютировал 28 июня 2009 года в матче с Гватемалой. Принимал участие в триумфальном для мексиканцев Золотом кубке КОНКАКАФ 2009 года.
В 2010 году тренер сборной Хавьер Агирре включил Хуареса в заявку на чемпионат мира. На мундиале Эфраин был игроком основы, сыграв в 3-х матчах из 4-х, причём матч с Уругваем он пропустил из-за дисквалификации.
В сентябре 2010 года Эфриан Хуарес вместе с ещё одним своим партнёром по сборной Карлосом Велой были на 6 месяцев отстранены от выступлений за национальную сборную Мексики. Причиной послужило нарушение кодекса поведения в команде — после товарищеского матча против сборной Колумбии (1:0), состоявшегося 11 сентября 2010 года в Мехико, игроки самовольно решили устроить вечеринку в одном из отелей Монтеррея, куда также были приглашены девушки лёгкого поведения. По словам спортивного директора сборной Нестора де ла Торре, инициаторами гулянки выступили Вела и Хуарес.

### Тренерская
10 марта 2020 года Хуарес вошёл в тренерский штаб клуба MLS «Нью-Йорк Сити» в качестве ассистента главного тренера Ронни Дейлы.

## Достижения
УНАМ
- Чемпион Мексики: клаусура 2009

«Селтик»
- Обладатель Кубка Шотландии: 2010/11
- Финалист Кубка шотландской лиги: 2010/11

«Америка»
- Чемпион Мексики: клаусура 2013

«Монтеррей»
- Обладатель Кубка Мексики: апертура 2017

Юниорская сборная Мексики
- Чемпион мира: 2005

Сборная Мексики
- Победитель Золотого кубка КОНКАКАФ: 2009, 2011